# Józef Charyton
Józef Charyton (ur. 8 listopada 1909 w Krupicach, zm. 8 stycznia 1975 w Białymstoku) – polski malarz i działacz społeczny.
Był malarzem samoukiem, chociaż przez pewien czas studiował na krakowskiej Akademii Sztuk Pięknych.
W 1938 roku przygotowywał dekoracje krypty w kościele parafialnym w Wołczynie, gdzie złożono zwłoki króla Stanisława Augusta Poniatowskiego. Wydarzenie to, jak i późniejsze starania Charytona dotyczące przywrócenia królowi dobrego imienia, opisał Marian Brandys w swoim eseju historycznym pt. „Strażnik królewskiego grobu”.
W czasie II wojny światowej był świadkiem Holocaustu Żydów w getcie w Wysokim Litewskim. Po wojnie stworzył cykl obrazów i rysunków dokumentujących sceny zagłady oraz życie codzienne społeczności żydowskiej na polskiej prowincji przed II wojną światową.